# Denée (Maine i Loira)
Denée és un municipi francès situat al departament de Maine i Loira i a la regió de País del Loira. L'any 2007 tenia 1.402 habitants.

## Demografia

### Població
El 2007 la població de fet de Denée era de 1.402 persones. Hi havia 532 famílies de les quals 100 eren unipersonals (36 homes vivint sols i 64 dones vivint soles), 184 parelles sense fills, 220 parelles amb fills i 28 famílies monoparentals amb fills.
La població ha evolucionat segons el següent gràfic:
Habitants censats

### Habitatges
El 2007 hi havia 615 habitatges, 528 eren l'habitatge principal de la família, 48 eren segones residències i 39 estaven desocupats. 597 eren cases i 15 eren apartaments. Dels 528 habitatges principals, 403 estaven ocupats pels seus propietaris, 117 estaven llogats i ocupats pels llogaters i 8 estaven cedits a títol gratuït; 5 tenien una cambra, 39 en tenien dues, 80 en tenien tres, 97 en tenien quatre i 307 en tenien cinc o més. 385 habitatges disposaven pel capbaix d'una plaça de pàrquing. A 202 habitatges hi havia un automòbil i a 283 n'hi havia dos o més.

### Piràmide de població
La piràmide de població per edats i sexe el 2009 era:
| Homes | Edats   | Dones |
| ----- | ------- | ----- |
| 0     | 95 o +  | 4     |
| 4     | 90 a 94 | 0     |
| 4     | 85 a 89 | 16    |
| 0     | 80 a 84 | 12    |
| 12    | 75 a 79 | 20    |
| 36    | 70 a 74 | 36    |
| 20    | 65 a 69 | 32    |
| 28    | 60 a 64 | 20    |
| 12    | 55 a 59 | 12    |
| 32    | 50 a 54 | 24    |
| 72    | 45 a 49 | 84    |
| 36    | 40 a 44 | 32    |
| 72    | 35 a 39 | 60    |
| 60    | 30 a 34 | 88    |
| 28    | 25 a 29 | 16    |
| 20    | 20 a 24 | 40    |
| 56    | 15 a 19 | 36    |
| 48    | 10 a 14 | 36    |
| 76    | 5 a 9   | 56    |
| 52    | 0 a 4   | 60    |

## Economia
El 2007 la població en edat de treballar era de 905 persones, 694 eren actives i 211 eren inactives. De les 694 persones actives 636 estaven ocupades (343 homes i 293 dones) i 58 estaven aturades (23 homes i 35 dones). De les 211 persones inactives 62 estaven jubilades, 92 estaven estudiant i 57 estaven classificades com a «altres inactius».

### Ingressos
El 2009 a Denée hi havia 542 unitats fiscals que integraven 1.429 persones, la mediana anual d'ingressos fiscals per persona era de 18.368 €.

### Activitats econòmiques
Dels 48 establiments que hi havia el 2007, 1 era d'una empresa alimentària, 1 d'una empresa de fabricació d'altres productes industrials, 10 d'empreses de construcció, 8 d'empreses de comerç i reparació d'automòbils, 4 d'empreses de transport, 3 d'empreses d'hostatgeria i restauració, 2 d'empreses financeres, 3 d'empreses immobiliàries, 4 d'empreses de serveis, 8 d'entitats de l'administració pública i 4 d'empreses classificades com a «altres activitats de serveis».
Dels 14 establiments de servei als particulars que hi havia el 2009, 1 era un taller de reparació d'automòbils i de material agrícola, 2 paletes, 1 guixaire pintor, 4 fusteries, 3 lampisteries, 1 perruqueria i 2 agències immobiliàries.
Dels 2 establiments comercials que hi havia el 2009, 1 era una botiga de menys de 120 m² i 1 una fleca.
L'any 2000 a Denée hi havia 19 explotacions agrícoles que ocupaven un total de 1.050 hectàrees.

## Equipaments sanitaris i escolars
El 2009 hi havia 2 escoles elementals.

## Poblacions més properes
El següent diagrama mostra les poblacions més properes.